# بوس، لوکزامبورگ
بوس (به لوکزامبورگی: Bus) یک شهرداری در استان رمیش کشور لوکزامبورگ است که ۱۵٫۴۳ کیلومترمربع مساحت دارد و جمعیت آن در سال ۲۰۰۹ میلادی ۱۲۶۶ نفر بوده‌است.